# Ганкок (Мічиган)
Ганкок (англ. Hancock) — місто (англ. city) в США, в окрузі Гаутон штату Мічиган. Населення — 4501 особа (2020).

## Географія
Ганкок розташований за координатами 47°8′4″ пн. ш. 88°35′57″ зх. д. / 47.13444° пн. ш. 88.59917° зх. д. (47.134389, -88.599147).  За даними Бюро перепису населення США в 2010 році місто мало площу 7,69 км², з яких 6,73 км² — суходіл та 0,97 км² — водойми. В 2017 році площа становила 6,69 км², уся площа — суходіл.

### Клімат
| Клімат : Ганкок                       | Клімат : Ганкок | Клімат : Ганкок | Клімат : Ганкок | Клімат : Ганкок | Клімат : Ганкок | Клімат : Ганкок | Клімат : Ганкок | Клімат : Ганкок | Клімат : Ганкок | Клімат : Ганкок | Клімат : Ганкок | Клімат : Ганкок | Клімат : Ганкок |
| Показник                              | Січ.            | Лют.            | Бер.            | Квіт.           | Трав.           | Черв.           | Лип.            | Серп.           | Вер.            | Жовт.           | Лист.           | Груд.           | Рік             |
| Абсолютний максимум, °C               | 10,0            | 15,6            | 26,1            | 31,1            | 35,0            | 37,2            | 38,9            | 36,7            | 35,0            | 30,0            | 21,7            | 17,8            | 38,9            |
| Середній максимум, °C                 | −5,5            | −4,1            | 0,8             | 8,3             | 16,1            | 21,2            | 24,1            | 23,3            | 18,1            | 10,7            | 3,1             | −3,2            | 9,4             |
| Середня температура, °C               | −9,2            | −8,4            | −3,8            | 3,3             | 10,1            | 15,2            | 18,2            | 17,7            | 13,0            | 6,3             | −0,3            | −6,6            | 4,7             |
| Середній мінімум, °C                  | −12,9           | −12,7           | −8,4            | −1,7            | 4,1             | 9,1             | 12,3            | 12,2            | 7,9             | 2,0             | −3,7            | −9,9            | −0,1            |
| Абсолютний мінімум, °C                | −33,9           | −34,4           | −30,6           | −20             | −7,2            | −2,2            | 0,0             | 1,1             | −4,4            | −11,1           | −21,7           | −28,3           | −34,4           |
| Норма опадів, мм                      | 66              | 35              | 40              | 47              | 64              | 66              | 63              | 61              | 88              | 76              | 54              | 48              | 706             |
| Днів з опадами                        | 17,4            | 12,3            | 11,5            | 10,0            | 11,1            | 10,7            | 10,8            | 9,4             | 13,5            | 15,2            | 14,9            | 15,1            | 151,9           |
| Днів зі снігом                        | 23,2            | 15,5            | 10,3            | 4,9             | 0,8             | 0,0             | 0,0             | 0,0             | 0,2             | 3,5             | 12,4            | 19,7            | 90,5            |
| ------------------------------------- | --------------- | --------------- | --------------- | --------------- | --------------- | --------------- | --------------- | --------------- | --------------- | --------------- | --------------- | --------------- | --------------- |
| Джерело: NOAA (extremes 1887–present) |                 |                 |                 |                 |                 |                 |                 |                 |                 |                 |                 |                 |                 |

## Демографія
Згідно з переписом 2010 року, у місті мешкали 4634 особи в 1882 домогосподарствах у складі 934 родин. Густота населення становила 602 особи/км².  Було 2111 помешкання (274/км²).
Расовий склад населення:
| - 94,7 % — білих - 1,7 % — азіатів - 1,2 % — чорних або афроамериканців - 1,0 % — корінних американців - 0,1 % — вихідців з тихоокеанських островів |

До двох чи більше рас належало 1,3 %. Частка іспаномовних становила 1,4 % від усіх жителів.
За віковим діапазоном населення розподілялося таким чином: 16,7 % — особи молодші 18 років, 64,0 % — особи у віці 18—64 років, 19,3 % — особи у віці 65 років та старші. Медіана віку мешканця становила 34,1 року. На 100 осіб жіночої статі у місті припадало 98,0 чоловіків;  на 100 жінок у віці від 18 років та старших — 96,5 чоловіків також старших 18 років.
Середній дохід на одне домашнє господарство  становив 47 258 доларів США (медіана — 33 192), а середній дохід на одну сім'ю — 67 601 долар (медіана — 60 526). Медіана доходів становила 46 000 доларів для чоловіків та 31 890 доларів для жінок. За межею бідності перебувало 27,9 % осіб, у тому числі 28,0 % дітей у віці до 18 років та 14,5 % осіб у віці 65 років та старших.
Цивільне працевлаштоване населення становило 2039 осіб. Основні галузі зайнятості: освіта, охорона здоров'я та соціальна допомога — 38,0 %, роздрібна торгівля — 14,1 %, мистецтво, розваги та відпочинок — 11,8 %, фінанси, страхування та нерухомість — 10,3 %.